# Filandre sud-oriental
El filandre sud-oriental (Philander quica) és una espècie d'opòssum de Sud-amèrica. És un opòssum gros i de color gris que viu a l'Argentina, el Brasil i el Perú.